# Cantón de Turriers
El cantón de Turriers era una división administrativa francesa que estaba situada en el departamento de Alpes de Alta Provenza y la región de Provenza-Alpes-Costa Azul.

## Composición
El cantón estaba formado por siete comunas:
- Bayons
- Bellaffaire
- Faucon-du-Caire
- Gigors
- Piégut
- Turriers
- Venterol

## Supresión del cantón de Turriers
En aplicación del Decreto n.º 2014-226 de 24 de febrero de 2014, el cantón de Turriers fue suprimido el 22 de marzo de 2015 y sus 7 comunas pasaron a formar parte del nuevo cantón de Seyne.